# Central Elèctrica Estebanell
Central Elèctrica Estebanell és una obra del municipi de Sant Pau de Segúries (Ripollès), al peu del riu Ter, inclosa en l'Inventari del Patrimoni Arquitectònic de Catalunya.

## Descripció
Edifici de forma rectangular amb murs de pedra de granit, de paredat lliure, i presa amb morter de ciment. La coberta és de teula àrab, amb vessants a dues aigües suportades per encavallades de fusta. L'interior és molt lluminós gràcies a una perfecta i harmònica distribució de les finestres.

## Història
La central elèctrica es construí el 1870, d'estil modernista a la seva decoració interior. Subministrava energia elèctrica a la colònia Matabosch, fàbrica textil que tenia 300 telers. La companyia elèctrica Estabanell i Pahissa l'any 1923 va comprar la colònia al propietari, Antoni Matabosch, i la colònia va passar a anomenar-se Colònia Estabanell, denominació que encara perdura en l'actualitat. L'any 1940 fou destruïda per una riuada del Ter, que va fer molt de mal a tota la comarca. Posteriorment es reconstrueix de bell nou.